# Wiktor Sidiak
Wiktor Aleksandrowicz Sidiak (ros. Виктор Александрович Сидяк; ur. 21 listopada 1943 w Anżero-Sudżensku  w obwodzie kemerowskim) – radziecki szablista, wielokrotny medalista igrzysk olimpijskich i mistrzostw świata.
Urodził się w Rosji, jednak dorastał na Ukrainie, a od 1970 trenował w Mińsku. Walczył lewą ręką, preferował agresywny styl walki. 
Na igrzyskach olimpijskich w Meksyku w 1968 roku wspólnie z Umiarem Mawlichanowem, Markiem Rakitą, Władimirem Nazłymowem i Eduardem Winokurowem zdobył złoty medal drużynowo. W zawodach indywidualnych nie startował. Na rozgrywanych cztery lata później igrzyskach olimpijskich w Monachium zwyciężył w turnieju indywidualnym. W finałach wygrał cztery z pięciu walk, wyprzedzając Węgra Pétera Maróta i Władimira Nazłymowa. Wraz z kolegami z reprezentacji zdobył także srebrny medal w zawodach drużynowych. Kolejne dwa medale wywalczył podczas igrzysk olimpijskich w Montrealu w 1976 roku. W zawodach indywidualnych był trzeci, plasując się za rodakami: Wiktorem Krowopuskowem i Władimirem Nazłymowem. Parę dni później wspólnie z Wiktorem Krowopuskowem, Władimirem Nazłymowem, Michaiłem Burcewem i Eduardem Winokurowem zwyciężył drużynowo. Brał także udział w igrzyskach olimpijskich w Moskwie w 1980 roku, gdzie reprezentacja ZSRR w składzie: Wiktor Sidiak, Władimir Nazłymow, Wiktor Krowopuskow, Michaił Burcew i Nikołaj Alochin zdobyła złoty medal. Indywidualnie tym razem nie startował.
Podczas mistrzostw świata w Hawanie w 1969 roku wywalczył złoty medal w rywalizacji indywidualnej, wyprzedzając Węgrów: Jánosa Kalmára i Pétera Bakonyiego. Wspólnie z Markiem Rakitą, Władimirem Nazłymowem, Eduardem Winokurowem i Umiarem Mawlichanowem zwyciężył w zawodach drużynowych. W tej samej konkurencji zdobywał następnie złote medale na mistrzostwach świata w Ankarze (1970), mistrzostwach świata w Wiedniu (1971), mistrzostwach świata w Grenoble (1974), mistrzostwach świata w Budapeszcie (1975) i mistrzostwach świata w Melbourne (1979) oraz srebrny na mistrzostwach świata w Göteborgu (1973). 
Równocześnie zdobył kolejne trzy medale indywidualnie: srebrny na mistrzostwach świata w Göteborgu w 1973 roku (za Włochem Mario Aldo Montano) oraz brązowe na mistrzostwach świata w Wiedniu w 1971 roku (za Włochem Michele Maffeim i Polakiem Jerzym Pawłowskim) i mistrzostwach świata w Grenoble trzy lata później (za Mario Aldo Montano i Wiktorem Krowopuskowem).
Odznaczony Orderem Czerwonego Sztandaru Pracy, medalem „Za pracowniczą wybitność” i medalem „Za pracowniczą dzielność”. Po zakończeniu kariery został trenerem, w latach 1994-2002 pracował we Włoszech, prowadząc między innymi Aldo Montano.

## Starty olimpijskie
Meksyk 1968
- szabla drużynowo – złoto

Monachium 1972
- szabla indywidualnie – złoto
- szabla drużynowo – srebro

Montreal 1976
- szabla drużynowo – złoto
- szabla indywidualnie – brąz

Moskwa 1980
- szabla drużynowo – złoto